# Одинокий автобус під дощем
 «Одинокий автобус під дощем» (рос. «Одинокий автобус под дождём») — молдовський радянський художній фільм 1986 року режисера Василе Брескану.

## Сюжет
Молодий капітан карного розшуку Зеніч розслідує заплутану справу про крадіжку грошей із заводської каси. В поле зору слідчого потрапляють двоє підозрюваних: касир Литвинова, яку беруть під нагляд, і досвідчений рецидивіст Вул. Злочинець, якому нічого втрачати, замітаючи сліди, намагається направити розслідування по хибному сліду…

## У ролях
- Ремігіюс Сабуліс
- Григорій Острін
- Валентин Куку-Бужор
- Лариса Гузєєва
- Юрій Горін
- Максим Суханов
- Сергій Варчук
- Володимир Кузнєцов
- Георге Ільницька
- Юхим Лазарєв

## Творча група
- Сценарій: Валерій Мигицко
- Режисер: Василе Брескану
- Оператор: Іван Поздняков
- Композитор: Валентин Динга